# Asamblea Provincial de Santiago
La Asamblea Provincial de Santiago fue el parlamento provincial de la antigua provincia de Santiago de Chile, establecido en 1823, confirmado por virtud de las Leyes Federales de 1826, y que tuvo interrumpida existencia hasta 1833.

## Periodos

### Primera asamblea (1823)
Su presidente fue Domingo Eyzaguirre, diputado por Santiago.
| Distrito             | Diputado                                                      |
| -------------------- | ------------------------------------------------------------- |
| Petorca              | Vacante                                                       |
| La Ligua             | Agustín de Orrego Zamora                                      |
| Aconcagua            | Pedro Nolasco Luco Caldera                                    |
| Aconcagua            | Francisco de Paula Caldera Fontecilla                         |
| Los Andes            | José Miguel Infante Rojas                                     |
| Quillota             | Diego Elizondo Prado                                          |
| Quillota             | José Antonio Ovalle y Vivar                                   |
| Valparaíso           | José Ignacio Eyzaguirre Arechavala                            |
| Casablanca           | Lorenzo Montt y Pérez de Valenzuela                           |
| Santiago             | Joaquín Gandarillas Romero                                    |
| Santiago             | José Manuel Barros Fernández                                  |
| Santiago             | Manuel de Salas y Corbalán                                    |
| Santiago             | Pedro Nolasco Mena Ramírez                                    |
| Santiago             | Domingo Eyzaguirre Arechavala                                 |
| Santiago             | Ramón Errázuriz Aldunate                                      |
| Santiago y Melipilla | Juan Egaña Risco                                              |
| Rancagua             | Fernando Errázuriz Aldunate                                   |
| Rancagua             | José Manuel Riveros Palacios                                  |
| Colchagua            | Francisco de Borja Fontecilla Palacios                        |
| Colchagua            | José María Palacios y Soto Zárate                             |
| Colchagua            | Rafael Eugenio Muñoz                                          |
| Colchagua            | Francisco Silva                                               |
| Curicó               | Joaquín Gandarillas Romero                                    |
| Curicó               | José Antonio Mardones                                         |
| Talca                | Acreditó representantes a la Asamblea Provincial de Colchagua |

### Tercera asamblea (1826-1828)
| Distrito       | Diputado                         |
| -------------- | -------------------------------- |
| Curacaví       | Agustín Larraín Rojas            |
| Melipilla      | José Alejo Eyzaguirre Arechavala |
| El Monte       | Juan Agustín Alcalde             |
| Cartagena      | Diego Antonio Barros             |
| Rancagua       | Manuel Ortúzar                   |
| Doñihue        | Félix Campos                     |
| Peumo e Idahue | Carlos Rodríguez                 |
| San Pedro      | Isidoro Errázuriz Aldunate       |

### Quinta asamblea (1831-1833)
| Distrito                                | Diputado                              |
| --------------------------------------- | ------------------------------------- |
| Santiago                                | José Domingo Bezanilla Bezanilla      |
| Santiago                                | Fernando Márquez de la Plata Encalada |
| Rancagua                                | José Martín Avaria Ortiz de Zárate    |
| Rancagua                                | Estanislao Portales Larraín           |
| Rancagua                                | Miguel del Castillo                   |
|                                         | Manuel Joaquín de Valdivieso Maciel   |
| Antonio Jacobo Vial Formas              |                                       |
| José Manuel Astorga Camus               |                                       |
| Pedro Morán                             |                                       |
| José Ignacio Valdés Larrea              |                                       |
| Ambrosio Aldunate Carvajal              |                                       |
| Fernando Márquez de la Plata Encalada   |                                       |
| Miguel Mendoza                          |                                       |
| Manuel de Salas y Corbalán              |                                       |
| Ignacio Reyes Saravia                   |                                       |
| Domingo Eyzaguirre Arechavala           |                                       |
| Francisco de Borja Olivera              |                                       |
| Pedro Nolasco León Toro                 |                                       |
| Agustín Larraín Rojas                   |                                       |
| Domingo Otaegui                         |                                       |
| Diego Antonio Barros Fernández de Leiva |                                       |
| José Antonio Montt Irarrázaval          |                                       |
| Juan de la Cruz Gandarillas Guzmán      |                                       |
| Juan de Dios Correa de Saa              |                                       |
| Isidoro Errázuriz Aldunate              |                                       |